# Jordi Jané i Romeu
Jordi Jané i Romeu (Barcelona, 19 de juliol de 1947), és un escriptor, crític de circ, professor, actor, guionista i presentador de ràdio i televisió, comissari d'exposicions i traductor català.
Com a investigador i divulgador de les arts parateatrals, ha publicat diversos assajos relacionats amb el circ, i les arts escèniques, com ara Charlie Rivel, assaig biogràfic i artístic (1996), Sebastià Gasch, el gust pel circ (1997), Les arts escèniques a Catalunya (2001), Li-Chang, el xinès de Badalona (2004) i 152 Volts de pista (2013). També ha participat com a actor, i com a director en diverses obres, com Charlie Rivel, de l’home a la llegenda (1996), Oscamandit (1988) i Doctor Caparrós, metge de poble (1982), d'algunes de les quals, també n'és el creador. A més de les seves obres relacionades amb el circ, també té una producció de narrativa, amb obres com La cigonya Guita (llibre i CD/K7 amb Toti Soler Quartet), Estimats pares (amb altres autors, 1996), Primer capvespre d'estiu i altres contes (1994), "Premi 24 d'abril" 1993, i Microcosmos (1988), que fou Premi Víctor Català 1987.
Com a crític i analista del món del circ, ha publicat multitud d'articles en molt diverses publicacions, com Oriflama, Destino, El Noticiero Universal, El Món, El Observador, Set Dies, Avui, El Ambidextro (Madrid), Circo, Immaginifico (Itàlia) o Le Cirque dans l'Univers (França). També ha publicat articles de divulgació i conferències sobre Joan Brossa, Joan Miró, Josep Vinyes, Sebastià Gasch, Charlie Rivel, Tortell Poltrona.
En la seva faceta de traductor, s'ha ocupat de la traducció i l'adaptació de contes i còmics a partir del castellà, de l'italià i del francès, al català i al castellà, tant en versions directes com indirectes. Els autors versionats són sovint figures destacades de la literatura infantil, com l'alemany Michael Ende, tan conegut per les seves faules fantàstiques, l'escriptora sueca Astrid Lindgren, famosa universalment per ser la creadora del personatge de "Pippa Langstrumpf", els francesos Derib i Job (pseudònims de Claude de Ribepierre i André Jobin, respectivament), autors dels còmics de Yakari, un indiet del Far West; o l'americà Zane Grey (pseudònim de Pearl Grey), considerat l'inventor d'un nou gènere literari, el western (així, a Betty Zane, basada en el diari d'un seu avantpassat, Grey narra una vida pionera dels primers temps de la conquesta de l'Oest americà). Jané també és autor de dues traduccions per a l'escena inèdites: El quadre, d'Eugène Ionesco, i Noms del poder, del polonès Jerzy Broszkiewicz (anostrada amb Paloma Rancaño).
Com a pedagog, ha exercit de professor a l'Institut del Teatre de Barcelona, impartint l'assignatura "Espectacle i dramatúrgies circenses". A més, també ha comissariat diverses exposicions, com la relacionada amb el Circ contemporani català, l’art del risc, que va tenir lloc el 2006 al Centre de Cultura Contemporània de Barcelona (CCCB), o Un segle de circ: Paulina Andreu Rivel Schumann, el 2011 a la Sala d'Arts Santa Mònica i al Circo Price.